# 1970-es európai Formula–2-es bajnokság
Az 1970-es európai Formula–2-es bajnokság volt a Formula–2 negyedik szezonja. A bajnok Clay Regazzoni lett.

## Versenyek
| # | Helyszín           | Ország             | Időpont              | Körök | Versenyhossz     | Idő                   | Átlagsebesség             | Győztes                    | Pole pozíció    | Leggyorsabb kör |
| - | ------------------ | ------------------ | -------------------- | ----- | ---------------- | --------------------- | ------------------------- | -------------------------- | --------------- | --------------- |
| 1 | Thruxton           | Egyesült Királyság | 1970. március 30.    | 46    | 3,791=174,386 km | 0'57:41.0 1 lap down  | 181,390 km/h -            | Jochen Rindt Derek Bell    | Jackie Stewart  | Jochen Rindt    |
| 2 | Hockenheim         | NSZK               | 1970. április 14.    | 20+20 | 6,769=270,76 km  | 1'22:01.3             | 198,065 km/h              | Clay Regazzoni             | Jochen Rindt    | Dieter Quester  |
| 3 | Barcelona          | Spanyolország      | 1970. április 26.    | 45    | 3,79=170,55 km   | 1'08:07.6             | 150,205 km/h              | Derek Bell                 | Derek Bell      | Derek Bell      |
| 4 | Rouen              | Franciaország      | 1970. május 31.      | 25    | 6,541=163,525 km | 0'51:24.0 0'51:24.4   | 190,885 km/h 190,860 km/h | Jo Siffert Clay Regazzoni  | Ronnie Peterson | Tim Schenken    |
| 5 | Pergusa-Enna       | Olaszország        | 1970. augusztus 23.  | 31+31 | 4,845=300,39 km  | 1'28:03.5             | 204,676 km/h              | Clay Regazzoni             | Jacky Ickx      | Clay Regazzoni  |
| 6 | Tulln-Langenlebarn | Ausztria           | 1970. szeptember 13. | 35+35 | 2,7=189,0 km     | 1'13:45.82 1'14:17.33 | 153,734 km/h 152,647 km/h | Jacky Ickx François Cévert | Clay Regazzoni  | François Cévert |
| 7 | Imola              | Olaszország        | 1970. szeptember 27. | 28+28 | 5,018=281,008 km | 1'30:50.4             | 185,606 km/h              | Clay Regazzoni             | Clay Regazzoni  | Jacky Ickx      |
| 8 | Hockenheim         | NSZK               | 1970. október 10.    | 35    | 6,789=237,615 km | 1'16:34.4             | 186,186 km/h              | Dieter Quester             | Ronnie Peterson | Dieter Quester  |

Megjegyzések:
- A 2.,5.,6. és 7. futamon 2 versenyt rendeztek.
- Az első és a 4. verseny elődöntő-döntő lebonyolításban zajlott.
- Az 1.,4. és 6. versenyt Formula–1-es versenyző nyerte, az ő nevük dőlt betűvel szerepel.

## Végeredmény
| #  | Név                   | Ország             | Csapat                     | Kasztni | Motor | UK | GER | Spanyol 1945-1977 | Francia | ITA | AUT | ITA | GER | Pont |
| -- | --------------------- | ------------------ | -------------------------- | ------- | ----- | -- | --- | ----------------- | ------- | --- | --- | --- | --- | ---- |
| 1  | Clay Regazzoni        | Svájc              | Tecno Racing               | Tecno   | Ford  | 2  | 9   | -                 | 9       | 9   | -   | 9   | 6   | 44   |
| 2  | Derek Bell            | Egyesült Királyság | Wheatcroft Racing          | Brabham | Ford  | 9  | 4   | 9                 | (2)     | 3   | 6   | 4   |     | 35   |
| 2  | Derek Bell            | Egyesült Királyság | BMW                        | BMW     | BMW   |    |     |                   |         |     |     |     | (1) | 35   |
| 3  | Emerson Fittipaldi    | Brazília           | Team Bardahl               | Lotus   | Ford  | -  | 2   | 4                 | 6       | 4   | -   | 6   | 3   | 25   |
| 4  | Dieter Quester        | Ausztria           | BMW                        | BMW     | BMW   | 3  | -   | 2                 | -       | -   | -   | -   | 9   | 14   |
|    | Ronnie Peterson       | Svédország         | Guthrie Racing             | March   | Ford  | -  | -   | -                 | 3       | -   | 4   | 3   | 4   | 14   |
| 6  | Robin Widdows         | Egyesült Királyság | Walker Racing              | Brabham | Ford  | 6  | -   | 3                 | -       | -   | -   | -   | -   | 9    |
|    | François Cévert       | Franciaország      | Tecno Racing               | Tecno   | Ford  | -  | -   | -                 | -       | -   | 9   | -   | -   | 9    |
|    | Ikuzava Tecu          | Japán              | Ikuzawa Racing             | Lotus   | Ford  | -  | 6   | -                 | -       | -   | 2   | 1   | -   | 9    |
| 9  | Peter Westbury        | Egyesült Királyság | FIRST                      | Brabham | Ford  | -  | -   | -                 | 1       | 6   | -   | -   | -   | 7    |
| 10 | Henri Pescarolo       | Franciaország      | Gerard Racing              | Brabham | Ford  | -  | -   | 6                 | -       | -   | -   | -   | -   | 6    |
| 11 | Alistar Walker        | Egyesült Királyság | Walker Racing              | Brabham | Ford  | 4  | -   | -                 | -       | -   | 1   | -   | -   | 5    |
| 12 | Tim Schenken          | Ausztrália         | Sports Motor International | Brabham | Ford  | -  | -   | -                 | 4       | -   | -   | -   | -   | 4    |
| 13 | Hubert Hahne          | NSZK               | BMW                        | BMW     | BMW   | -  | 3   | -                 | -       | -   | -   | -   | -   | 3    |
|    | Vittorio Brambilla    | Olaszország        | North Italian Racing       | Brabham | Ford  | -  | -   | -                 | -       | -   | 3   | -   | -   | 3    |
|    | Carlos Reutemann      | Argentína          | Automóvil Club Argentina   | Brabham | Ford  | -  | -   | 1                 | -       | -   | -   | -   | 2   | 3    |
| 16 | Jean-Pierre Jabouille | Franciaország      | Pygmée                     | Pygmée  | Ford  | -  | -   | -                 | -       | 2   | -   | -   | -   | 2    |
|    | Mike Goth             | USA                | private entry              | Brabham | Ford  | -  | -   | -                 | -       | -   | -   | 2   | -   | 2    |
| 18 | Tommy Reid            | Írország           | Irish Racing               | Brabham | Ford  | 1  | -   | -                 | -       | -   | -   | -   | -   | 1    |
|    | Peter Gaydon          | GBR                | Gerard Racing              | Brabham | Ford  | -  | 1   | -                 | -       | -   | -   | -   | -   | 1    |